# Vale de Telhas
Vale de Telhas ist eine Ortschaft und Gemeinde im Norden Portugals.
Der Fremdenverkehr gewinnt hier erst langsam Bedeutung, zum einen für die regionale Bevölkerung, die hier am Flussschwimmbad Erholung sucht, und zum anderen für individualreisende Touristen aus ferneren Orten, die hier meist in kleinen Einrichtungen des Turismo rural oder auf dem Campingplatz unterkommen.

## Geschichte
Vermutlich siedelten hier am Fluss Rio Rabaçal schon in der Antike Menschen. Aus römischer Zeit wurden Wegmarken wie Miliarium, Tafeln und Ruinen gefunden, die auf eine Siedlung an einer hiesigen Römerbrücke hindeuten. Ein Miliarium am Brunnen im Ort stammt von der nahen Römerstraße (die Via XVII bzw.  Via Nova), die von Bracara Augusta (heute Braga) nach Asturica Augusta (heute Astorga) führte.
In den königlichen Erhebungen unter D. AFonso III. von 1258 wird hier eine bereits bestehende Brücke erwähnt, und noch 1758 erwähnt der Gemeindepfarrer die Existenz von zwei römisch anmutenden Säulen als Brückenreste neben der im 17. Jh. neu errichteten heutigen Brücke. 1882 fand der Historiker Pinho Leal unter der Brücke noch drei römische Grabsteine (Cippos), von denen einer noch lesbare römische Inschriften trug.

## Sehenswürdigkeiten
Zum einen verfügt die Gemeinde Vale de Telhas über einige natürlichen Sehenswürdigkeiten, darunter ein ausgebautes Flussschwimmbad mit nahem Campingplatz. Auch führen Wanderwege der Kreisverwaltung Mirandela durch die Gemeinde.
Zudem befinden sich einige Baudenkmäler in der Gemeinde Vale de Telhas:
- Ponte de Vale de Telhas, Brücke über den Rabaçal aus dem 17. Jh., auf eine antike römische Brücke aufgebaut[6]
- Igreja de Santo Ildefonso, die Gemeindekirche von Vale de Telhas[7]
- Capela de São Sebastião, Kapelle[8]
- Fonte de Vale de Telhas, öffentliche Brunnenanlage in der Ortsmitte, an der sich auch ein römisches Miliarium der nahen Römerstraße[9]

## Verwaltung
Vale de Telhas ist Sitz einer gleichnamigen Gemeinde (Freguesia) im Kreis (Concelho) von Mirandela im Distrikt Bragança. In ihr leben 263 Einwohner auf einer Fläche von 15 km² (Stand 19. April 2021).
Die Gemeinde besteht nur aus dem namensgebenden Ort.